# The Outsiders (wrestling)
Gli Outsiders sono stati un tag team di wrestling, formato da Kevin Nash e Scott Hall.
La coppia si formò nel 1996 nella World Championship Wrestling.
Il duo fu quindi riproposto anche nella World Wrestling Federation, nella Total Nonstop Action Wrestling e nella Pro Wrestling ZERO1.
Quando Nash e Hall passarono in WCW, nel frattempo in WWE erano stati sostituiti da due fake interpretati da Glenn Jacobs e Rick Bogner.

## Storia
La storia degli Outsiders iniziò con l'angle dell'"invasione" della WCW da parte di Nash e Hall, i quali avevano poco tempo prima lasciato la World Wrestling Federation.
Insinuarono di essere ancora dipendenti della WWF e perciò vennero definiti Outsiders; diventarono quindi la spina dorsale del New World Order, stable che i due costituirono insieme ad Hollywood Hogan.
I due lottarono in coppia dal 1996 al 1998, anno in cui il New World Order si sciolse.
Si riunirono nel 1999 ma la coppia fu costretta a dividersi poco tempo dopo a seguito di un infortunio di Hall.
Durante questo periodo, mentre Nash e Hall erano campioni di coppia, Syxx o Randy Savage lottarono come campioni di coppia a causa di infortuni dei due.
Nash ed Hall tornarono in WWF nel 2002 insieme ad Hogan per riformare il New World Order. La versione WWF del nWo ebbe però vita breve dopo che Hogan divenne face a WrestleMania X8, Nash si infortunò e Hall venne licenziato.
Lottarono ancora insieme nella TNA tra il 2004 e l'inizio del 2005 come parte dei "Kings of Wrestling" senza usare il nome di Outsiders, dato che questo era stato registrato come trademark dalla WWE.
Dopo molte vicissitudini, i due sono tornati a lottare insieme nella TNA verso la fine del 2007.
Nash ed Hall sono amici sin dai loro esordi nel mondo del wrestling; inoltre i due, insieme a Shawn Michaels, Sean Waltman, Justin Credible e Triple H facevano parte della Kliq, un gruppo di wrestler molto influente nel backstage della WWF che era arrivato ad avere un forte potere decisionale nell'ottica delle storyline della federazione.

## Titoli e riconoscimenti
- World Championship Wrestling
  - WCW World Tag Team Championship (6)
- Total Nonstop Action Wrestling
  - TNA World Tag Team Championship (1)